# Discoteque Stuart
Discoteque "Disco Stu" Stuart (spelad av Hank Azaria) är en rollfigur i den animerade tv-serien Simpsons. Från början skulle Phil Hartman gjort rösten.

## Biografi
Disco Stu är ägare till diskoteket Stu's Disco och Selma Bouviers fjärde make. Han är fast i 1970-talets diskovåg trots att han ha sagt sig vara väl medveten om att diskons tid för länge sedan tog slut. Enligt Marge Simpson är han den enda maken som hon gillat som Selma gift sig med.
I sin ungdom hade han en spirande karriär som sjökapten. Han blev Disco Stu när Marge spelade discomusik då hon skulle ta ett foto till hans sjökort.